# 馮舒
馮舒（1593年—1649年），字己蒼，號默庵，又號癸巳老人，直隸蘇州府常熟縣人，明朝詩人。

## 生平
馮復京長子，與弟馮班齊名，人稱“海虞二馮”。崇禎十年（1637年），縣民張漢儒誣陷錢謙益，錢謙益被下獄，馮舒出面向前大學士馮銓求援，因宦官曹化淳的干預，錢謙益得免死。馮舒生平肆力經史百家，尤邃於詩。馮舒、馮班兄弟以李商隱、溫庭筠為宗，極力提倡西崑體詩，開啟清初的虞山詩派。順治六年（1649年），常熟縣知縣瞿四達貪贓枉法，有諸生黃啟耀等人告狀，馮舒議論賦役，瞿四達懷恨在心，指控他的《懷舊集》不書寫清朝國號、順治年號，又載顧雲鴻《昭君怨》詩“胡兒盡向琵琶醉，不識弦中是漢音”之句訕謗朝政，馮舒被朝廷以“訕謗罪”殺害。

## 著作
著有《空居閣雜文》二卷、《炳燭齋文》一卷、《文谷》二卷、《歷代詩紀》一百卷等。